# Октябрьский сельсовет (Чашникский район)
Октябрьский сельсовет — упразднённая административная единица на территории Чашникского района Витебской области Республики Беларусь.

## Состав
Октябрьский сельсовет включал 5 населённых пунктов:
- Большая Ведрень — деревня
- Бояры — деревня
- Малая Ведрень — деревня
- Митьковцы — деревня
- Хоряково — деревня